# 斯蒂文尼奇 (英國國會選區)
斯蒂文尼奇（英語：Stevenage），英國國會一郡選區，包括英格蘭東部赫特福德郡斯蒂文尼奇、東赫特福德郡和北赫特福德郡一部。始設於1983年。
本區1997年至2005年支持過工黨外，其餘時間都支持保守黨。2010年大選中斯蒂文·邁帕特蘭以41.4%選票勝出該區連任成功。